# 大韦尔
大韦尔（法語：Vert-le-Grand，法語發音：[vɛʁ lə ɡʁɑ̃] ⓘ）是法国法兰西岛大区埃松省的一个市镇，与小韦尔相邻，属于埃夫里区。

## 地理
大韦尔（48°34'20"N, 2°21'28"E）面积15.93 平方千米，位于法国法蘭西島大區埃松省，该省份为法国北部内陆省份，北起上塞纳省和马恩河谷省，西接厄尔-卢瓦省和伊夫林省，南至卢瓦雷省，东临塞纳-马恩省。
与大韦尔接壤的市镇（或旧市镇、城区）包括：邦杜夫勒、小韦尔、埃沙尔孔、勒德维尔、利斯、勒普莱西帕泰。
大韦尔的时区为UTC+01:00、UTC+02:00（夏令时）。

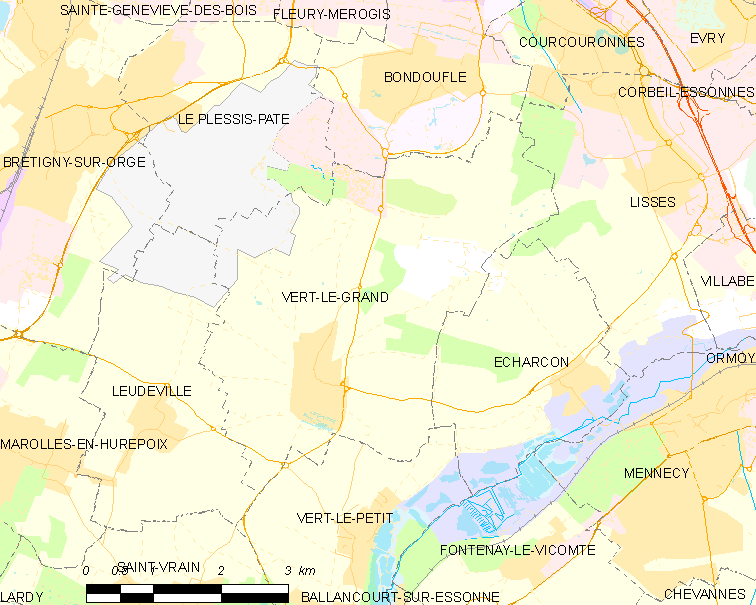
大韦尔的OSM定位图

## 行政
大韦尔的邮政编码为91810，INSEE市镇编码为91648。

## 政治
大韦尔所属的省级选区为里斯-奥朗日斯县。

## 人口

1962-2008年间大韦尔人口变化图示

大韦尔于2022年1月1日时的人口数量为2348人。